# Parapseudoleptomesochra attirei
Parapseudoleptomesochra attirei is een eenoogkreeftjessoort uit de familie van de Ameiridae. De wetenschappelijke naam van de soort is voor het eerst geldig gepubliceerd in 1984 door Dumont.